# اگورمانیا
اگورمانیا (به لاتین: Agormanya) یک منطقهٔ مسکونی در غنا است که در منطقه شرقی (غنا) واقع شده‌است.

## خصوصیات
اگورمانیا ۷۰ متر بالاتر از سطح دریا واقع شده‌است.